# Belmont-sur-Vair
Belmont-sur-Vair é uma comuna francesa na região administrativa de Grande Leste, no departamento de Vosges. Estende-se por uma área de 6,17 km². Em 2010 a comuna tinha 132 habitantes (densidade: 21,4 hab./km²).